# Verfassung der Russischen Föderation

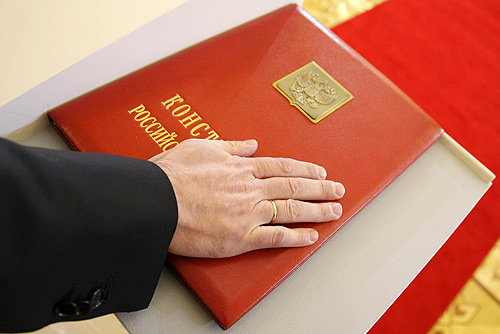
Verfassung bei der Amtseinführung von Dmitri Medwedew

Die Verfassung der Russischen Föderation (russisch Конституция Российской Федерации Konstituzija Rossijskoi Federazii) wurde am 12. Dezember 1993 durch eine Volksabstimmung angenommen und trat am 25. Dezember desselben Jahres in Kraft, dem Tag der Veröffentlichung ihres Textes im Amtsblatt Rossijskaja gaseta. Sie ersetzte die Verfassung der RSFSR von 1978. Einer der Autoren des Verfassungstextes war Wiktor Leonidowitsch Scheinis, der Sergei Sergejewitsch Alexejew, Anatoli Alexandrowitsch Sobtschak und Sergei Michailowitsch Schachrai als die führenden Personen bei der Gestaltung des Verfassungsentwurfs bezeichnete. Schachrai war dann Bevollmächtigter Vertreter des Präsidenten der Russischen Föderation im Verfassungsgericht der Russischen Föderation.
Die Verfassungswirklichkeit des politischen Systems entspricht den Modellen defekter Demokratien oder der Postdemokratie, zumal der Präsident autokratische Macht ausübt.

## Unterteilung
Die Verfassung der Russischen Föderation ist wie folgt unterteilt:
- Präambel
- Erster Abschnitt: Die Grundbestimmungen
  - Kapitel 1. Grundlagen der Verfassungsordnung (Art. 1–16)
  - Kapitel 2. Rechte und Freiheiten des Menschen und Bürgers (Art. 17–64)
  - Kapitel 3. Föderativer Aufbau (Art. 65–79)
  - Kapitel 4. Der Präsident der Russischen Föderation (Art. 80–93)
  - Kapitel 5. Föderationsversammlung (Art. 94–109)
  - Kapitel 6. Regierung der Russischen Föderation (Art. 110–117)
  - Kapitel 7. Die rechtsprechende Gewalt (Art. 118–129)
  - Kapitel 8. Die örtliche Selbstverwaltung (Art. 130–133)
  - Kapitel 9. Verfassungsänderungen und Überarbeitung der Verfassung (Art. 134–137)
- Zweiter Abschnitt: Die Schluss- und Übergangsbestimmungen

Im ersten Abschnitt werden die Grundlagen des politischen, gesellschaftlichen, rechtlichen, wirtschaftlichen und sozialen Systems Russlands festgelegt, während der zweite Abschnitt die Stabilität der Verfassungsgesetze sichern soll sowie Übergangsbestimmungen bei Einführung dieser Verfassung enthält. Das Kapitel 9 des ersten Abschnittes gesteht dem Präsidenten Russlands, dem Föderationsrat, der Staatsduma und der Regierung der Russischen Föderation das Recht, Änderungsvorschläge für Verfassungsbestimmungen einzubringen. Dabei können nur die Bestimmungen in den Kapiteln 3 bis 8 geändert werden. Eine Änderung benötigt eine Zweidrittelmehrheit in der Duma sowie drei Fünftel der Stimmen des Föderationsrats, ferner die Bestätigung durch Parlamente von mindestens zwei Drittel der russischen Föderationssubjekte. Eine Änderung von Bestimmungen in den Kapiteln 1, 2 oder 9 ist nur im Zuge des Vorschlags einer kompletten Neuerarbeitung der Verfassung möglich, welche neben der Zustimmung durch die beiden Parlamentskammern auch eine Legitimation durch eine Volksabstimmung benötigt.

## Verfassungsänderungen

### 2008
2008 wurde die Verfassung erstmals geändert, danach wurde die Amtszeit des russischen Präsidenten von 4 auf 6 Jahre, die Amtszeit der Abgeordneten der Staatsduma von 4 auf 5 Jahre verlängert und es wurde festgelegt, dass die Regierung der Staatsduma Rechenschaft ablegen muss.
Bislang wurden insgesamt acht Änderungen an der Verfassung von 1993 vorgenommen, die überwiegend den föderativen Aufbau Russlands betrafen. Unter anderem wurde per Gesetz vom 25. März 2004 das neue Föderationssubjekt Region Perm durch den Zusammenschluss zweier Subjekte – Oblast Perm und Autonomer Kreis der Komi-Permjaken – gebildet.

### 2014
Nach dem Referendum über den Status der Krim wurde mit Gesetz vom 21. März 2014 der Art. 65 der Verfassung dahingehend geändert, dass nun auch die Krim und die Stadt Sewastopol Föderationssubjekte seien.

### 2020
Mitte März 2020 wurde vom Parlament mit einer einzigen Gegenstimme im Föderationsrat (Oberhaus) eine Verfassungsänderung verabschiedet (vorbereitet von einer Arbeitsgruppe unter der Leitung des Vorsitzenden des Staatsduma-Komitees für Staatsaufbau und Gesetzgebung Pawel Krascheninnikow, des Vorsitzenden des Föderationsrats-Komitees für Verfassungsgesetzgebung und Staatsaufbau Andrei Klischas und der Verfassungsrechtlerin Talija Chabrijewa), die die Zählung der bisherigen Amtszeiten des Präsidenten Russlands, Wladimir Putin annullierte. Auch in den Parlamenten der Regionen wurden die Änderungen innerhalb kürzester Zeit angenommen. Die einzige Abgeordnete, die sich im Parlament von Sacha dagegen ausgesprochen hatte, begründete ihre Ablehnung durch die dieser Verfassung innewohnenden Gefahr für die Gewaltenteilung. Das Verfassungsgericht, das in der gesamten Amtszeit Putins nie gegen die Regierung entschieden hatte, bekam ab jenem Zeitpunkt eine Woche Zeit, die Verfassungsänderung zu beurteilen, und erklärte am 16. März deren Rechtmäßigkeit. Am 18. März unterschrieb Putin das Verfassungsänderungsgesetz. Durch das Inkrafttreten des Änderungsgesetzes gelten laut Eberhard Schneider bereits eine Anzahl Gesetze als überholt.
Als letzter Schritt des Verfahrens war eine für den 22. April geplante Volksabstimmung vorgesehen, durch die die Verfassungsänderung eine nachträgliche Bestätigung durch das russische Volk erhalten sollte. Doch erforderten die vorgesehenen Erneuerungen der Verfassung rechtlich weder ein Referendum noch die Einberufung der Verfassungsversammlung. Zwar ist die Volksabstimmung im Regelfall nicht bindend, doch das Verfassungsänderungsgesetz der Duma sah sie diesmal explizit als bindend vor. Die für den 22. April 2020 geplante Volksbefragung wurde wegen der COVID-19-Pandemie auf den 25. Juni 2020 verschoben und lief bis zum 1. Juli 2020.
Insgesamt umfasste die Verfassungsänderung mehr als 170 Änderungen, über die als Paket (nicht im Einzelnen) bei der Volksbefragung entschieden wurde.
Neben der Verfassungsänderung, die es Wladimir Putin bei gewonnenen Wiederwahlen ermöglicht, bis 2036 im Amt zu bleiben, ist unter anderem über folgende Verfassungsänderungen abgestimmt worden:
- Vorrang der russischen Verfassung vor dem Völkerrecht
- Der Föderationsrat erhält das Recht, dem Präsidenten Abberufungen von Bundesrichtern vorzuschlagen. Andererseits hat der Föderationsrat, auf Vorschlag des Präsidenten, Richter der Verfassung- und Obersten Gerichte abzuberufen.
- Minister, Richter, Regionalleiter dürfen zum Zeitpunkt ihrer Tätigkeit im Amt keine ausländische Staatsbürgerschaft oder Aufenthaltserlaubnis besitzen.
- Präsidentschaftskandidaten müssen die vorherigen 25 Jahre in Russland gelebt haben und dürfen nie eine ausländische Aufenthaltserlaubnis, einen Erstwohnsitz im Ausland und eine ausländische Staatsbürgerschaft besessen haben.
- Rechtszuteilung, nach der die Staatsduma über die Kandidatur von Ministerpräsidenten und Bundesrichtern sowie ihrer Stellvertreter entscheiden kann, die der Präsident dann anzunehmen hat. (Der Präsident kann sie jedoch in bestimmten Fällen aus dem Amt entfernen.)
- Minister, die Leiter von Strafverfolgungsbehörden sind, haben vom Präsidenten in Absprache mit dem Föderationsrat ernannt zu werden.
- Regelmäßige Indexierung der Renten
- Bekenntnis zu Gott
- Verbot des Unterschreitens des Mindestlohnes gegenüber dem Existenzminimum
- Definition der Ehe als alleiniges Bündnis zwischen Mann und Frau[17][18][19]
- Festschreibung der Geschichtsinterpretation durch Verbot der ‚Geschichtsfälschung‘ in der Verfassung[20][21]
- Neudefinition der russischen nationalen Identität nicht durch ethnische Herkunft, sondern durch Sprache und Kultur. Sie erleichtert es Beobachtern zufolge, überall dort Einfluss zu nehmen, wo Russisch gesprochen wird, reduziert aber auch die internen ethnischen Spannungen, die nach dem Zusammenbruch der Sowjetunion eskaliert waren.[22]

Für die vorgeschlagene Novellierung der russischen Verfassung waren 77,9 Prozent abgegebenen Stimmen, dagegen waren 21,27 Prozent. Die Wahlbeteiligung betrug 67,97 Prozent.
Der Ablauf der Abstimmung wurde von Wahlbeobachtern als undemokratisch kritisiert. Viele Stimmberechtigte sollen von ihren Arbeitgebern zur Stimmabgabe gezwungen worden sein. Um eine hohe Wahlbeteiligung zu erreichen, wurden unter den Wählern unter anderem Eigentumswohnungen, Autos, Traktoren, iPhones, Elektroroller, Tablet-Computer, Küchengeräte und Rasenmäher verlost. Diese Gewinne, die über maximal sieben Millionen Glückslose auszuschütten wären, hatten einen Gesamtwert von umgerechnet 126 Millionen Euro. Außerdem war es möglich, sich Wahlhelfer und Wahlurne nach Hause zu bestellen, was eine Wahlbeobachtung erschwerte. Erste Ergebnisse der Abstimmung wurden aus manchen Landesteilen bekanntgegeben, als in anderen Landesteilen die Abstimmung noch lief.
Am 3. Juli hat Präsident Putin die Verordnung über die Veröffentlichung des Verfassungstextes mit den eingetragenen Verfassungsänderungen unterschrieben, die am 4. Juli 2020 in Kraft trat.

### 2022
Nach der Russischen Annexion der Süd- und Ostukraine während der Russischen Invasion der Ukraine im Jahr 2022 wurden die sogenannten Volksrepubliken Donezk und Luhansk, die Oblast Cherson und die Oblast Saporischschja als Föderationssubjekte in die Verfassung aufgenommen.